# Elionée ben Canthara
Elionée ben Canthara ou Elioheini ben Haqqayyaph est un grand prêtre du Temple de Jérusalem au milieu du Ier siècle.
Il est nommé par Agrippa Ier en 43. Il s'agit probablement du même grand prêtre que le "Canthéras" déposé par Hérode de Chalcis, lorsque celui-ci reçoit le pouvoir de désigner les Grand-prêtres, après la mort d'Agrippa Ier en 44.
Selon Flavius Josèphe, Canthéras est le surnom du grand prêtre Simon ben Boethos. Elionée se rattache donc à la famille de Boethus, une des quelques familles dont les grands prêtres étaient issus pendant la période du Second Temple. Bien que le nom Canthara soit proche du nom Katros, autre famille de grands prêtres mentionnée dans le Talmud, Hazal considère les familles de Boethus et de Katros comme des familles distinctes (T.B. Pessahim 57a).
La mishna se réfère à un Elihoeinai ben Hakof (אליהועיניי בן הקף) comme à un des grands prêtres qui a préparé les cendres de la vache rousse (mishna Parah 3,5). Hakof (Haqqayyaph) peut désigner le grand prêtre Caïphe (Caiaphas dans le texte grec de Flavius Josèphe ou des Évangiles), lui aussi de la famille de Boethus.